# Selfie (serie televisiva)
Selfie è una sitcom statunitense ideata da Emily Kapnek, trasmessa dal 30 settembre al 25 novembre 2014 sul network su ABC. Il 7 novembre 2014 ABC ha annunciato di aver cancellato la serie.

## Trama
Eliza Dooley è una donna ossessionata dall'ottenere fama mediante l'utilizzo dei social network, su cui posta i suoi selfie. Eliza inizia a preoccuparsi quando si rende conto che l'amicizia virtuale non è una sostituta di quella reale; ricerca così aiuto da Henry Hings, un guru del marketing.

## Episodi
Il 7 novembre 2014 la serie viene cancellata ufficialmente.
| Stagione       | Episodi | Prima TV USA | Prima TV Italia |
| -------------- | ------- | ------------ | --------------- |
| Prima stagione | 13      | 2014         | 2015            |

## Personaggi e interpreti

### Personaggi principali
- Eliza Dooley, interpretata da Karen Gillan.
- Henry Higgs, interpretato da John Cho.
- Charmonique Whitaker, interpretata da Da'Vine Joy Randolph.
- Bryn, interpretata da Allyn Rachel.
- Sam Saperstein, interpretato da David Harewood.

### Personaggi secondari
- Fit Brit, interpretata da Amber Rose.[5]
- Freddy, interpretato da Giacomo Gianniotti.[6]
- Larry, interpretato da Brian Huskey.[7]
- Mrs. Saperstein, interpretata da Natasha Henstridge.[8]
- Terrance, interpretato da Samm Levine.[9]
- Julia Howser, interpretata da Allison Miller.[10]
- Charlie, interpretato da Matty Cardarople.